# 世界は夢家族
『世界は夢家族』（せかいはゆめかぞく）は、1986年10月5日から1987年3月29日までTBS系列局で放送された毎日放送（MBS）製作のテレビ番組。MIKI HOUSE（ミキハウス）の一社提供。放送時間は毎週日曜 22:30 - 23:00（JST）。

## 概要
世界の家族を毎週紹介する番組であったが、わずか半年間で終了した。

## ナレーター
- 小倉一郎
- 高岡健二 - 1986年12月7日放送分から担当。